# Calderonella
Calderonella Soderstr.& H.F.Decker é um género botânico pertencente à família Poaceae, subfamília Centothecoideae, tribo Centotheceae.
O gênero é composto por uma única espécie. Ocorre na América do Sul.

## Espécie
- Calderonella sylvatica Soderstr. et H. F. Decker